# Jacques Thuillier
Jacques Thuillier (ur. 18 marca 1928 w Vaucouleurs, zm. 18 października 2011 w Paryżu) – francuski historyk sztuki, specjalizujący się w sztuce francuskiej, zwłaszcza XVII wieku.

## Zarys biografii
W latach 1951–1955 studiował w École Normale Supérieure. Tytuł doktorski uzyskał w 1970. Wykładał na Sorbonie i uniwersytecie w Dijon. W 1977 został wybrany do Collège de France. W 1998 otrzymał tytuł profesora honorowego.
Sekretarz (1964-1983) i członek honorowy (od 1990) Międzynarodowego Komitetu Historii Sztuki (Comité international d'histoire de l'art – CIHA).
Odznaczony Legią Honorową III klasy, Narodowym Orderem Zasługi II i III klasy oraz Komandorią Orderu Sztuki i Literatury. Laureat nagród: Minda de Gunzburg (1991), Grand Prix d'histoire de la Ville de Paris (1991), Grand Prix national d'histoire (1994), Grand Prix d'histoire Chateaubriand (2002).

## Wybrane publikacje
- La peinture française, Genève 1963 (t. I), 1964 (t. II)
- Tout l'oeuvre peint de Georges de La Tour, 1973
- Nicolas Poussin, Novara, 1969
- Tout l'oeuvre peint de Nicolas Poussin, 1974
- Poussin before Rome: 1594-1624, translated from the French by Christopher Allen (1995), Richard L. Feigen & Co., London-Nowy Jork-Chicago, ISBN 1-873232-03-9
- Katalog wystawy Les frères Le Nain, Grand Palais, 1978
- Katalog wystawy Claude Gellée et les peintres lorrains en Italie au XVIIe siècle, Rome, Villa Médicis, 1982
- Katalog wystawy Lubin Baugin, musée des Beaux-Arts d'Orléans et muséee des Augustins de Toulouse, 2002
- Jacques Stella, 1596-1657, Metz 2006